# Viola huidobrii
Viola huidobrii är en violväxtart som beskrevs av C. Gay. Viola huidobrii ingår i släktet violer, och familjen violväxter. Inga underarter finns listade i Catalogue of Life.